# Pareucalanus sewelli
Pareucalanus sewelli is een eenoogkreeftjessoort uit de familie van de Eucalanidae. De wetenschappelijke naam van de soort is voor het eerst geldig gepubliceerd in 1973 door Fleminger.